# Kruis voor Koningschutter van de Nederlandse Bond van Vrijwillige Burgerwachten
Het Kruis voor Koningschutter van de Nederlandse Bond van Vrijwillige Burgerwachten was een vaardigheidsonderscheiding.

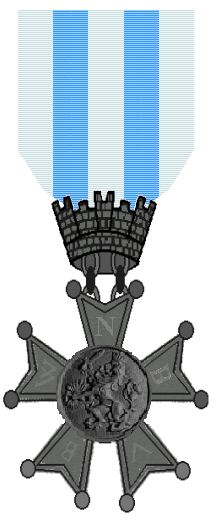
Kruis van Verdienste

De Nederlandse Bond van Vrijwillige Burgerwachten was een in 1918 opgerichte bond waarin de Vrijwillige Burgerwachten van de Nederlandse steden samenwerkten.
De Nederlandse Bond van Vrijwillige Burgerwachten waarvan ook de Amsterdamse Vrijwillige Burgerwacht tot 1930 deel uitmaakte had eigen onderscheidingen zoals het Kruis van Verdienste van de Nederlandse Bond van Vrijwillige Burgerwachten, de Medaille voor Bijzondere Toewijding van de Nederlandse Bond van Vrijwillige Burgerwachten en het Kruis voor Koningschutter van de Nederlandse Bond van Vrijwillige Burgerwachten waarvoor de burgerwachten in aanmerking kwamen.
Schietvaardigheid en oefening in de wapenkunst was belangrijk voor deze paramilitaire organisatie, als erfgenaam van de tradities van de oude, in 1907 ontbonden schutterijen werden de winnaars van de schietwedstrijden als "Koningsschutters" geëerd.
De Duitse bezetter ontbond de vrijwillige burgerwachten in 1940. Na de oorlog werden zij niet weer ingesteld.